# Schweizer Stiftung Farbe

Das Logo der Schweizer Stiftung Farbe

Der Zweck der Schweizer Stiftung Farbe ist es, Beschichtungsstoffe nach Kriterien der Umweltverträglichkeit zu zertifizieren und die Umwelt-Etikette herauszugeben. Die Schweizer Stiftung Farbe hat eine unabhängige Trägerschaft, welche aus einem übergeordneten Stiftungsrat und einer technischen Kommission besteht.

## Geschichte
Die Schweizer Stiftung Farbe wurde im Dezember 2011 durch den Stiftungsrat gegründet. Seit 1. Februar 2012 sind Wand- und Deckenfarben für den Innenbereich mit der Umwelt-Etikette im Handel. Innert drei Monaten stieg die Anzahl der teilnehmenden Farbproduzenten unter dem Umwelt-Kennzeichen auf 16. Seit Januar 2015 ist die Zertifizierung von Lacken, Holz- und Bodenbeschichtungen im Innenbereich möglich, seit Mai 2016 die von pastösen Putzen und Spachteln im Innenbereich und seit Januar 2018 von Fassadenfarben aussen. Die Zahl der Teilnehmer wuchs auf 46 und über 2000 Produkte wurden registriert. 

## Organisation
Die Stiftung finanziert sich durch die teilnehmenden Unternehmen, ist selbsttragend und nicht gewinnorientiert. Durch die Zusammensetzung der Organe wird eine ausgewogene Vertretung aller Interessengruppen angestrebt. Die Stiftung besteht aus Stiftungsrat, Technischer Kommission und Sekretariat. Der Stiftungsrat stellt die Vertretung interessierter Anspruchsgruppen wie Anwender, Behörden, Hersteller und Wissenschaftler sicher. Die Technische Kommission erarbeitet für die Stiftung die Kategorien und Einstufungskriterien, stellt die technische Weiterentwicklung und inhaltliche Erweiterung sicher, verwaltet und erteilt die Nutzungsermächtigung und kontrolliert deren Umsetzung. Sie setzt sich zusammen aus Fachleuten von Behörden, gewerblichen Anwendern, Wissenschaft, Industrie, Konsumenten und Bildung. Das Sekretariat kümmert sich um die administrativen Belange und ist der erste Kontakt für Anfragen. Die Stiftung arbeitet eng mit dem Bundesamt für Umwelt (BAFU) zusammen.

### Die Mitglieder des Stiftungsrats
Der Stiftungsrat setzt sich aus den folgenden Mitgliedern zusammen:
- Matthias Baumberger, Präsident
- Thomas Rechsteiner, Mitglied
- Simone de Montmollin, Mitglied
- Rolf Benz, Mitglied
- Leo Baumann, Mitglied

## Kooperationen
Die Schweizer Stiftung Farbe geht mit interessierten Verbänden Kooperationen ein, um die Umwelt-Etikette in der breiten Öffentlichkeit bekannter zu machen. Es bestehen Kooperationen mit:
- Verband Schweizerischer Lack- und Farbenindustrie VSLF
- Hauseigentümer Verband Schweiz HEV
- Schweizerischer Maler und Gipser Verband[7]
- Fédération Romande des Maîtres Plâtriers-Peintres (FRMPP)[8]
- Hochschule Esslingen[9]
- UMTEC HS Rapperswil[10]
- eco-bau[11]

## Ziele
Die Schweizer Stiftung Farbe möchte zum einen mit der Umwelt-Etikette ein einheitliches Umweltzeichen im Markt verankern, um den Verbrauchern eine Orientierungshilfe bei der Auswahl des passenden Produktes zu bieten. Zum anderen will man den Farbenherstellern durch das Kennzeichen einen Anreiz bieten, umweltfreundlichere Produkte zu entwickeln. Alle gemeldeten Produkte sind online in einem Produktverzeichnis abrufbar.

## Aktivitäten
Die Schweizer Stiftung Farbe kümmert sich um die Zertifizierung und Kontrolle von Wandfarben, Lacke, Holz- und Bodenbeschichtungen, pastöse Putze und Spachtel im Innenbereich und Fassadenfarben gegenüber den Standards der vier Umwelt-Etiketten. Die Stiftung betreibt Öffentlichkeitsarbeit um die Umwelt-Etikette im Markt weiter zu verankern und ist Ansprechperson bei Anfragen.